# Weekley
Weekley est une paroisse civile et un village du Northamptonshire, en Angleterre.